# Orden de Kim Jong-il
La Orden de Kim Jong-il (en hangul, 김정일 훈장; McCune-Reischauer, Kim Chŏngil Hunchang) es una condecoración de Corea del Norte que lleva el nombre de Kim Jong-il, el exlíder del país. Es la orden más alta de las que otorga Corea del Norte, junto con la Orden de Kim Il-sung, y solo superada por el título honorífico, de Héroe del Trabajo.
La orden puede otorgarse tanto a individuos como a organizaciones por su servicio a la causa de la ideología y el socialismo Juche. Los destinatarios incluyen personas que han contribuido a los programas espaciales y nucleares del país.
La historia de la orden se remonta a 2012, cuando fue instituida el 3 de febrero, en conmemoración del 70.º cumpleaños de Kim Jong-il. Está decorado con una imagen de su rostro, el emblema del Partido de los Trabajadores de Corea y la bandera de Corea del Norte.

## Historia
La Orden de Kim Jong-il fue creada el 3 de febrero de 2012, con motivo del 70.º aniversario del natilicio de Kim Jong-il. En el momento de su institución, la orden fue otorgada a 132 personas.
La orden puede otorgarse a individuos (funcionarios del gobierno o trabajadores) o a unidades militares, empresas u organizaciones sociales «que hayan prestado un servicio distinguido en el impulso para lograr la causa revolucionaria del Juche, la causa de construir una nación socialista próspera».
La Orden de Kim Jong-il es la más alta de las órdenes que actualmente concede la República Popular Democrática de Corea, junto con la Orden de Kim Il-sung, que lleva el nombre de Kim Il-sung. Le sigue en el orden de precedencia la Orden de la Bandera Nacional, la orden más antigua del país.

## Descripción
La Orden es una estrella dorada de cinco puntas de 67 mm de largo y 65 mm  de ancho. 
En su anverso se puede observar el retrato de Kim Jong-il sonriente en el centro de una espiga dorada de arroz, sobre una estrella dorada de cinco puntas. La parte superior de la orden presenta el emblema del Partido de los Trabajadores de Corea y en la parte inferior está representado la bandera de Corea del Norte. En el reverso está grabado el texto: «Orden de Kim Jong-il» junto con un número de serie y un alfiler para sujetar la condecoración a la ropa.
La medalla en miniatura que la acompaña tiene una estrella de cinco puntas en el centro de una placa dorada, que mide 33 mm de ancho y 10 mm de largo, y tiene un alfiler en la parte posterior.